# Тревор (фільм)
«Тревор» (англ. Trevor) — фільм режисера Пеггі Райскі. У 1995 році стрічка отримала премію «Оскар» в номінації «Найкращий короткометражний фільм». На 45-му «Берлінале» фільм нагороджений премією «Тедді» . Чотири роки по тому в 1998 році Джеймс Лісесн, Пеггі Райскі і Ренді Стоун заснували однойменний проєкт, який займається запобіганням самогубствам серед ЛГБТ-підлітків. Прототипом головного героя фільму є реальний 13-річний юнак-гей, який намагався накласти на себе руки.

## Сюжет
Розповідь у фільмі ведеться від імені 13-річного Тревора через серію його щоденникових записів. «Дорогий щоденник», — так самотній підліток звертається до свого паперового lheuf, й тільки з ним він може поділитися своїми сподіваннями та переживаннями. Палкий шанувальник Дайани Росс, Тревор бореться за увагу байдужих до його долі батьків, іноді вдаючись до таких способів, як імітація самогубства. Підліток подружився з хлопцем зі своєї школи Пінкі Фарадеєм. Тревор усвідомлює, що його почуття по відношенню до нового друга більше, ніж просто приятельські або дружні. Про своє ставлення до Фарадея Тревор розповів знайомому Вальтеру Стілтману, який поширив по всій школі чутки про те, що Тревор — гей. З цього моменту життя підлітка перетворилося на суцільний кошмар: усі друзі і знайомі відвернулися від нього, і навіть кумир Пінкі сказав Тревору, що такому збоченцю краще б зовсім не жити. Тревор намагається вчинити суїцид, отруївшись аспірином. У лікарні він знайомиться з санітаром на ім'я Джек. Джек запрошує Тревора в групу підтримки для геїв та купує два квитки на Дайану Росс. Тревор вирішує жити далі.

## У ролях
| Актор            | Роль             |
| ---------------- | ---------------- |
| Бретт Барський   | Тревор           |
| Джуди Кейн       | мати Тевора      |
| Джон Ліззі       | бвтько Тревора   |
| Еллен Дедженерес | камео            |
| Йон Руні         | Пінкі Фарадей    |
| Аллен Доране     | Вальтер Стілтман |

## Саундтрек
У фільмі звучать такі музичні композиції:
1. «Theme from Mahogany» — Дайана Росс
2. «It's My Turn» — Дайана Росс
3. «Fame» — Еріка Гімпель
4. «Anything Goes» — Емілі Біндіджер
5. «Endless Love» — Лайонел Річі та Дайана Росс
6. «Ain't No Mountain High Enough» — Дайана Росс
7. «I'm Coming Out» — Дайана Росс

## Нагороди
Фільм отримав наступні нагороди:
| Нагороди                                       | Нагороди | Нагороди                 | Нагороди                                                            | Нагороди     |
| ---------------------------------------------- | -------- | ------------------------ | ------------------------------------------------------------------- | ------------ |
| Фестиваль / Премія                             | Рік      | Нагорода                 | Категорія                                                           | Переможець   |
| Академія кінематографічних мистецтв і наук     | 1995     | Оскар                    | Кращий ігровий короткометражний фільм                               | Пеггі Райскі |
| Берлінале                                      | 1995     | Тедді                    | Кращий короткометражний фільм                                       | Пеггі Райскі |
| МКФ в Сан-Франциско                            | 1995     | Почесна грамота          | Кращий ігровий короткометражний фільм або відео від 16 до 30 хвилин | Пеггі Райскі |
| Кінофестиваль «Санденс»                        | 1995     | Спеціальний приз журі    | Коротке кіно — заохочувальна премія                                 | Пеггі Райскі |
| Міжнародний ЛГБТ-кінофестиваль в Сан-Франциско | 1995     | Приз глядацьких симпатій | Кращий короткометражний фільм                                       | Пеггі Райскі |